# テルエル (多連装ロケット)
テルエル（西: Teruel）は、スペインが開発した自走多連装ロケット砲。

## 概要
テルエルは、スペイン独自の多連装ロケットシステム。スペイン陸軍が1987年より14セット導入した。2010年5月までに新型ロケット弾MCｰ25を発射できるテルエルｰ2に改修する予定だったが、イスラエルのPULSをもとにしたSILAMを導入することになり2011年に退役している。ほかガボンが8セット購入した。
砲員を収容するダブルキャビンを備える6輪駆動のペガソ3055トラックをベースとし、車体後部に20連装の箱型発射機を2つ並べている。重量56kgの140 mmロケット弾発射器を搭載し、最大射程距離は約18kmとなっている。ロケット弾発射時には、アウトリガーを展開して車体を固定し、車体前部キャビンのブラストシールドを展張して乗員をロケット弾の発射炎から防護する。

## 採用国

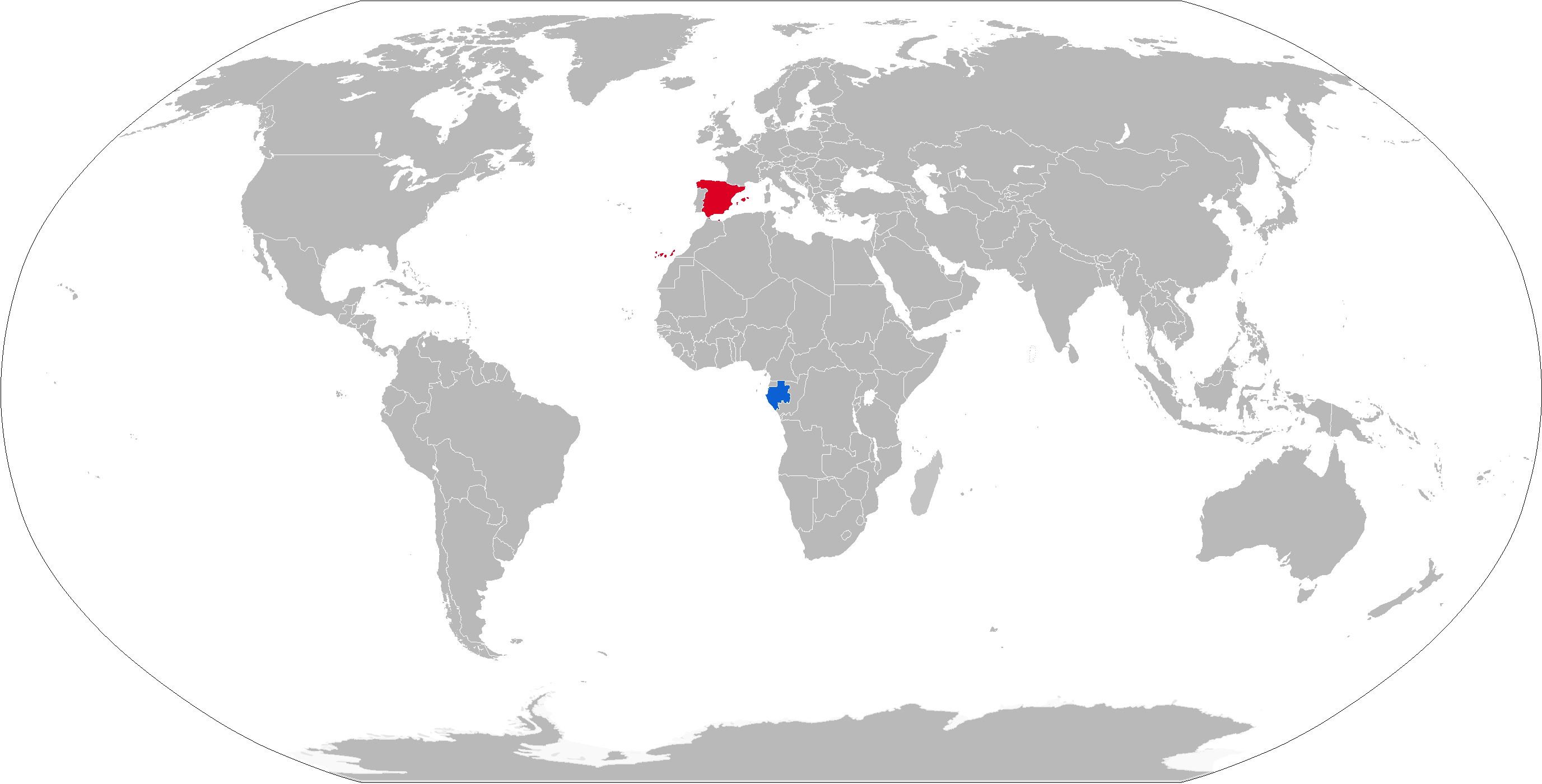
テルエル運用国（青色は現役、赤色は退役国）

- ガボン - ガボン陸軍（フランス語版）大統領警護大隊が8両を運用。
- スペイン - スペイン陸軍第62ロケット砲兵連隊が14両を運用。2011年に退役。

## 関連記事
- RM-70
- カチューシャ
- BM-14
- BM-21
- LARS